# Teatro del Palais-Royal (1641-1781)

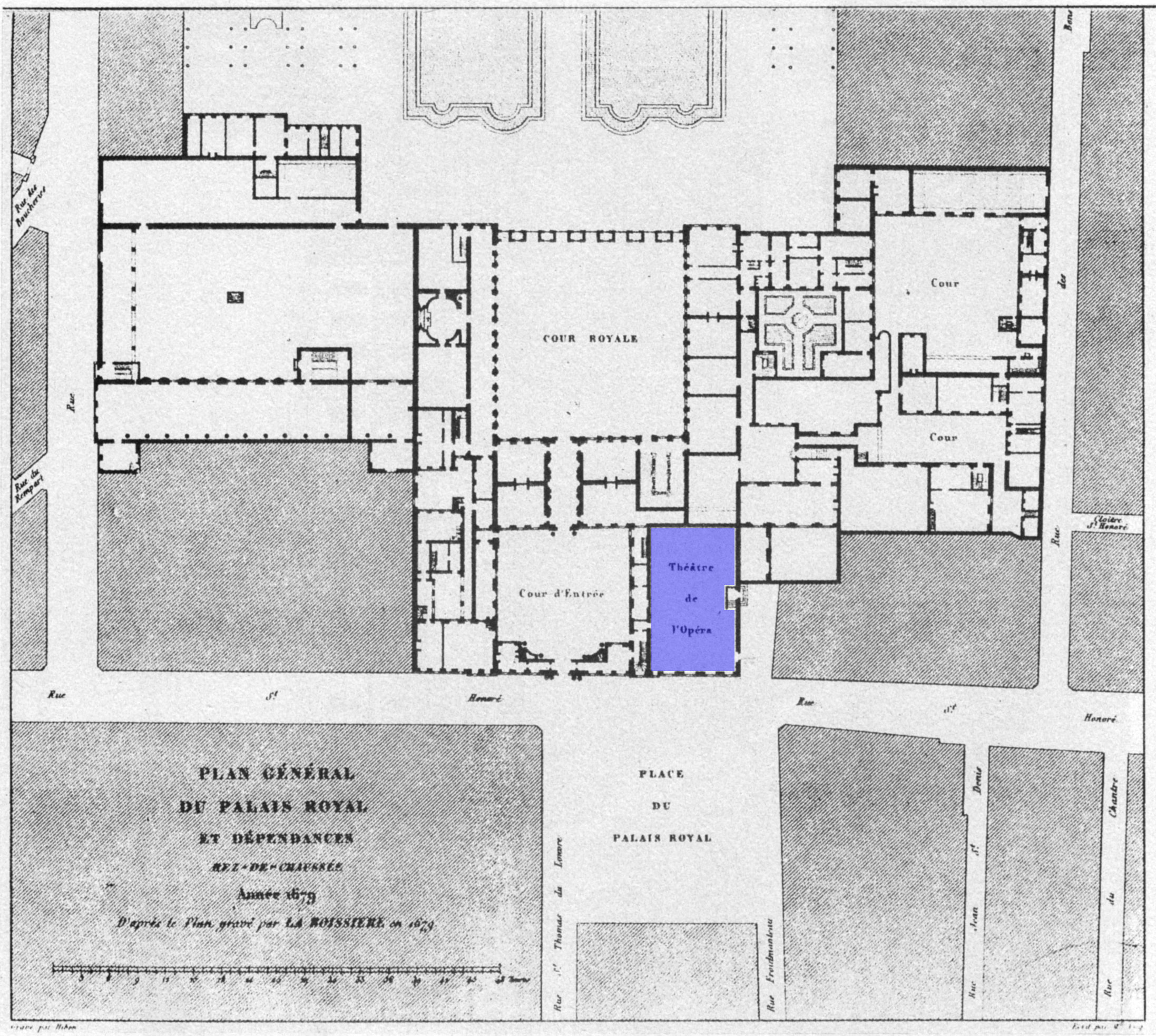
Planta del Palais-Royal en 1679, con el emplazamiento del primer teatro en azul.

El Teatro del Palais-Royal (en francés: Théâtre du Palais-Royal), también conocido como la Sala del Palais-Royal (Salle du Palais-Royal) fue un antiguo teatro parisino ubicado en el ala este del Palais-Royal, en la rue Saint-Honoré , inaugurado el 14 de enero de 1641, con una tragicomedia de Jean Desmarets, Mirame.
El teatro fue utilizado por la troupe de Molière  desde 1660 hasta 1673 y luego como teatro de ópera por la Académie royale de musique  durante casi un siglo, desde 1673 hasta 1763, cuando fue destruido por el fuego. Reconstruido y reabierto en 1770, fue nuevamente destruido por un incendio en 1781 y nunca más fue reconstruido.

## Primer teatro
El actual Palais-Royal fue conocido originalmente como el Palais-Cardinal, ya que se construyó en la década de 1630 para ser la residencia principal del cardenal Richelieu. En 1637, Richelieu le pidió a su arquitecto,  Jacques Lemercier, que acondicionase una sala específica allí, inaugurada en 1641 y conocida durante algunos años como la Grand Hall du Palais-Cardinal. Al morir en 1642, Richelieu legó el palacio al rey Luis XIII. Luego tomó el nombre de Palais-Royal, aunque el nombre Palais-Cardinal aun a veces se siguió utilizando.

### Molière
La troupe de Molière y la troupe des Italiens  presentaban sus espectáculos en el gran teatro del palacio, entre enero de 1661 y la Pascua de 1673. Las comedias más famosas de Molière fueron estrenadas allí, como L'École des femmes (que se representó por primera vez el 26 de diciembre de 1662), Le Tartuffe (5 de febrero de 1669), la Fiesta de Piedra (15 de febrero de 1665), Le Misanthrope (4 de junio de 1666), L'Avare  (9 de septiembre de 1668), Le Bourgeois gentilhomme  (23 de noviembre de 1670) y el Le Malade imaginaire (10 de febrero de 1673).

### Opéra de París

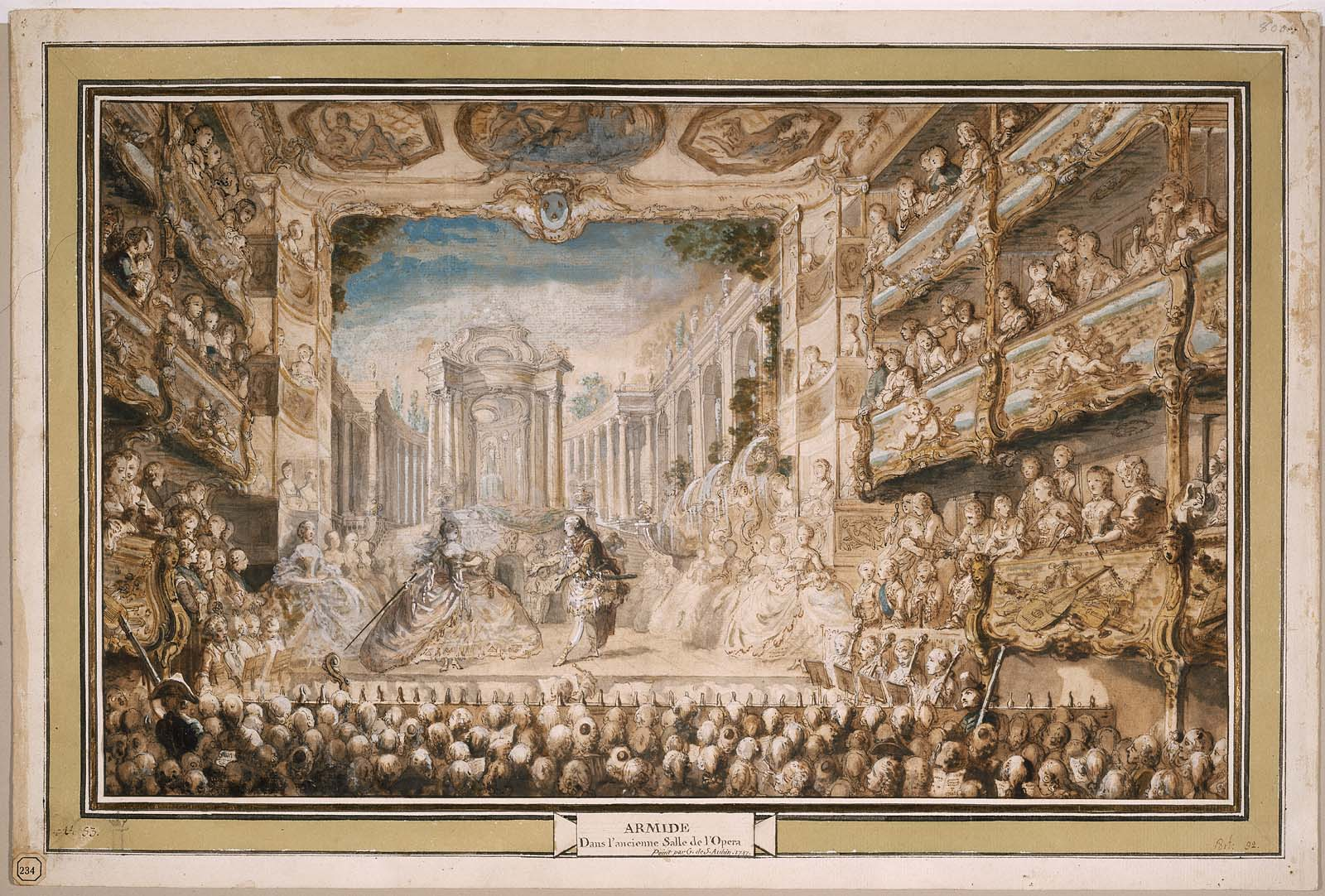
Armide, de Lully, estrenada en la Sala del Palais-Royal (15 de febrero de 1686), en la reposición de 1761.

A la muerte de Molière,  Lully, nombrado en marzo de 1672, vio como se le concedía la sala  para estrenar allí sus óperas, como parte de la Real Academia de Música —el nombre de la Opéra de París en ese momento— establecida en 1669 por instigación de Colbert. Hizo realizar grandes obras de mejora para permitir la instalación de una nueva maquinaria, diseñada por Carlo Vigarani, capaz de mantener la impresionante serie de óperas posteriores, que se programaran allí. Este sistema reemplazó a las viejas máquinas diseñadas por  Giacomo Torelli en 1645. Después de los cambios de Vigarani, el teatro permitía acoger a 1270 espectadores: un parterre de 600 localidades de pie, un anfiteatro con capacidad para 120 personas y loges con balcones con capacidad todavía  550 asientos.
Las dimensiones del escenario eran de 9,4 m de anchura por 17,0 m de profundidad, con un espacio en la parte frontal para la orquesta de 7,6 m y 3 m de fondo. Los espectadores se encontraban allí «à l'étroit et la scène petite». Algunos visitantes extranjeros dejaron constancia de sus impresiones: «Les décorations du Théâtre de l'Opéra sont belles, mais elles ne peuvent pas se comparer à celles d'Italie, parce que la petitesse du Théâtre ne permet pas de les faire aussi grandes & aussi étendues que dans les vastes Théâtres de Venise, Milan, etc».
Varias óperas de Lully (tragédies en musique) se estrenaron en el Palais-Royal, como Alceste (19 de enero de 1674),  Amadis  (18 de enero de 1684) y Armide (15 de febrero de 1686). En el siglo XVIII,  Alcyone de Marin Marais también se estrenó allí (18 de febrero de 1706), al igual que muchas obras de  Rameau : Hippolyte et Aricie  (1 de octubre de 1733), Les Indes galantes (23 de agosto de 1735),  Castor et Pollux  (24 de octubre de 1737), Dardanus (19 de noviembre de 1739) y Zoroastre (5 de diciembre de 1749).
El primer teatro de la Ópera fue destruido por un incendio el 6 de abril de 1763.

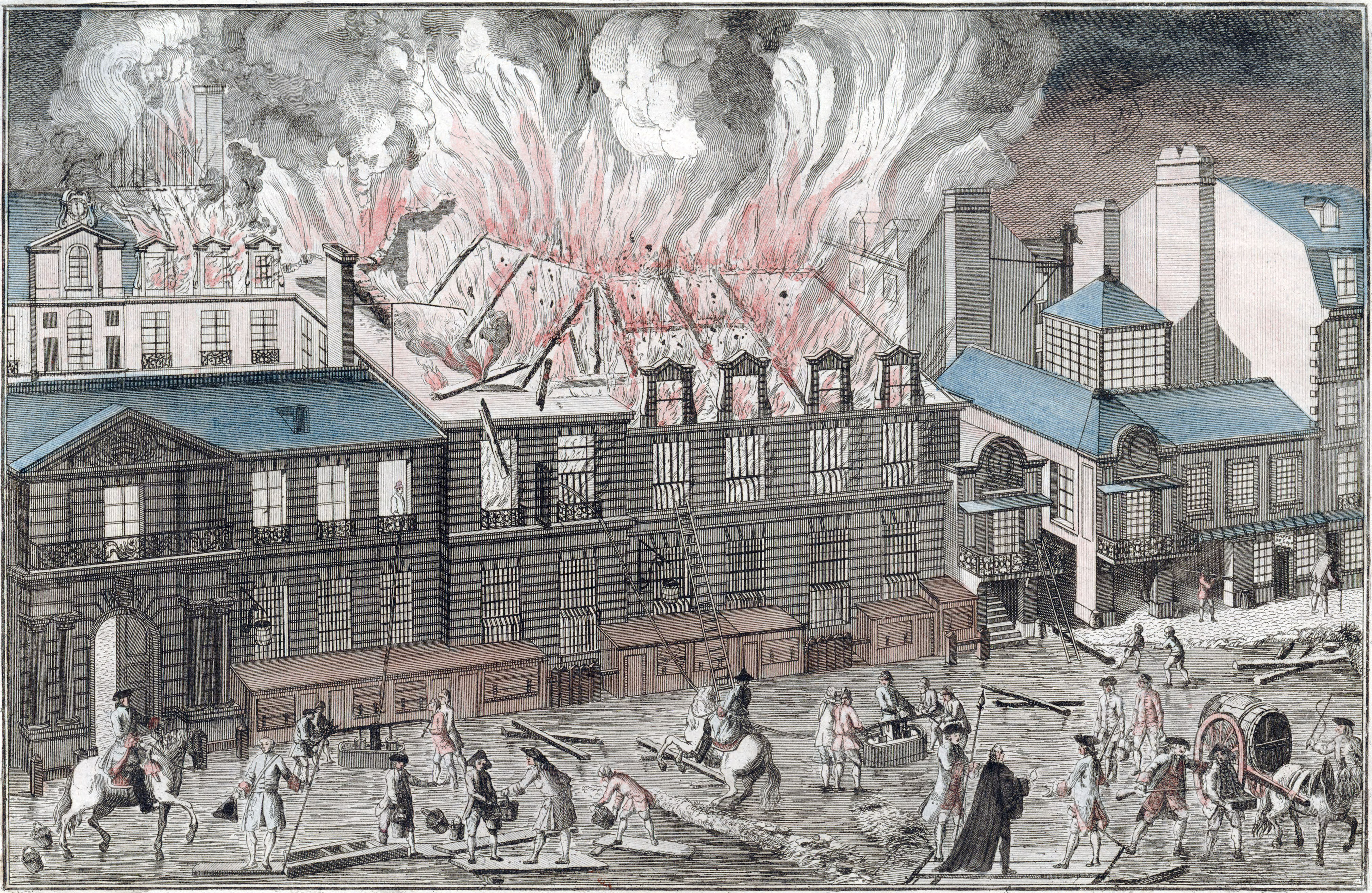
El incendio de 1763.

## Segundo teatro de Moreau

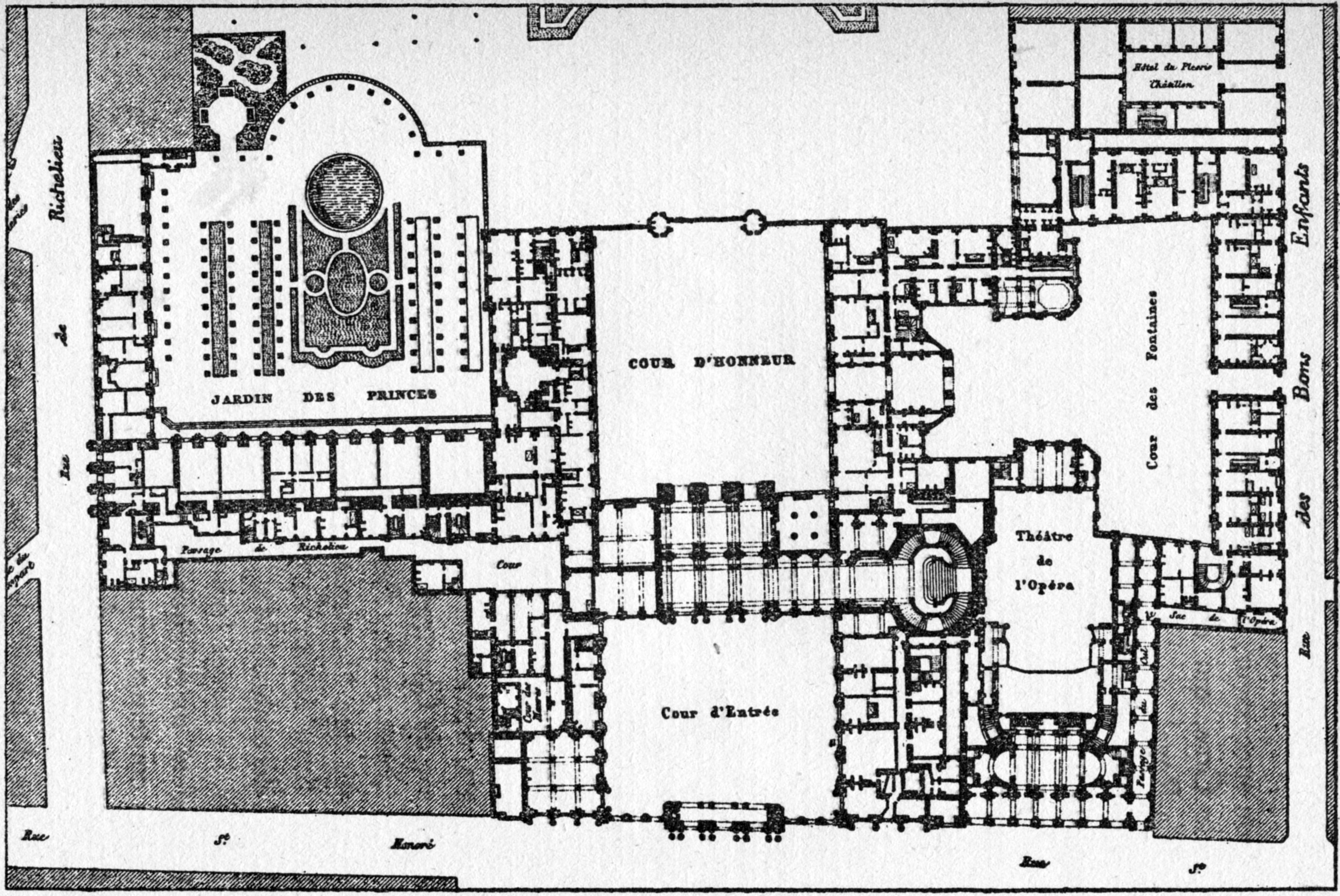
Planta del Palais-Royal en 1780 con el teatro de la ópera de Moreau, en el cuadrante inferior derecho.

La ciudad de París, que era responsable de la casa de la ópera, decidió construir un nuevo teatro, un poco más al Este (donde está hoy la calle Valois hoy). Mientras tanto, las representaciones de la Academia se llevaban a cabo en la Sala de las Máquinas del palacio de las Tullerías, reducido a un tamaño adecuado para la ópera, en primer lugar, por el arquitecto Jacques-Germain Soufflot. El nuevo teatro del Palais-Royal fue diseñado por el arquitecto  Pierre-Louis Moreau Desproux  y es fue primer teatro de ópera especialmente construido para ella en París. La sala tenía una capacidad de más de 2000 espectadores.
El nuevo teatro fue inaugurado el 20 de enero de 1770, con un espectáculo de Rameau,Zoroastre. Es particularmente interesante destacar que fue esta la etapa en la que la mayoría de las óperas francesas de Christoph Willibald Gluck fueron creadas, como Iphigénie en Aulide  (19 de abril de 1774), Orfeo y Eurídice (la versión francesa de Orfeo ed Euridice  2 de agosto de 1774), la versión revisada de Alceste (23 de abril de 1776), Armide (23 de septiembre de 1777),  Iphigénie en Tauride  (18 de mayo de 1779) y Echo et Narcisse  (24 de septiembre de 1779). Entre las numerosa otras obras creadas:  Atys de Piccinni (22 de febrero de 1780), la Andromaque de Grétry  (6 de junio de 1780), Perseo Philidor  (27 de octubre de 1780) y Iphigénie en Tauride  de Piccinni (23 de enero de 1781).
El teatro fue utilizado por la Ópera hasta el 8 de junio de 1781, fecha en la que fue destruido por un incendio y nunca más fue reconstruido. El Théâtre de la Porte Saint-Martin, mucho más al norte, en el Boulevard Saint-Martin, se construyó apresuradamente en dos meses para reemplazarlo. Mientras tanto, la compañía de ópera se presentaba en la Salle des Menus-Plaisirs, en la rue Bergère.

Arquitectura de la segunda Sala del Palais-Royal (1770-1781)
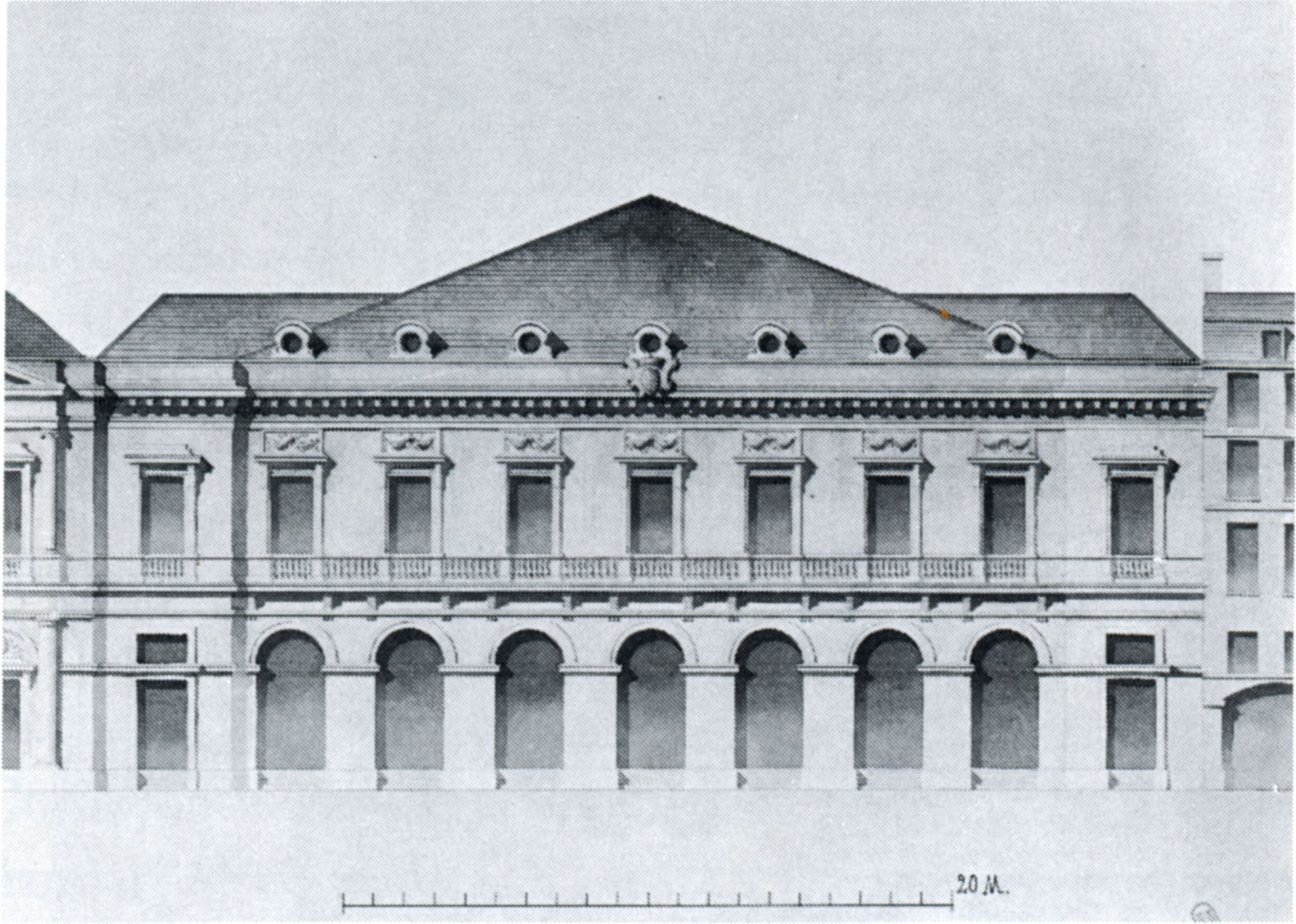
Fachada del teatro de Moreau
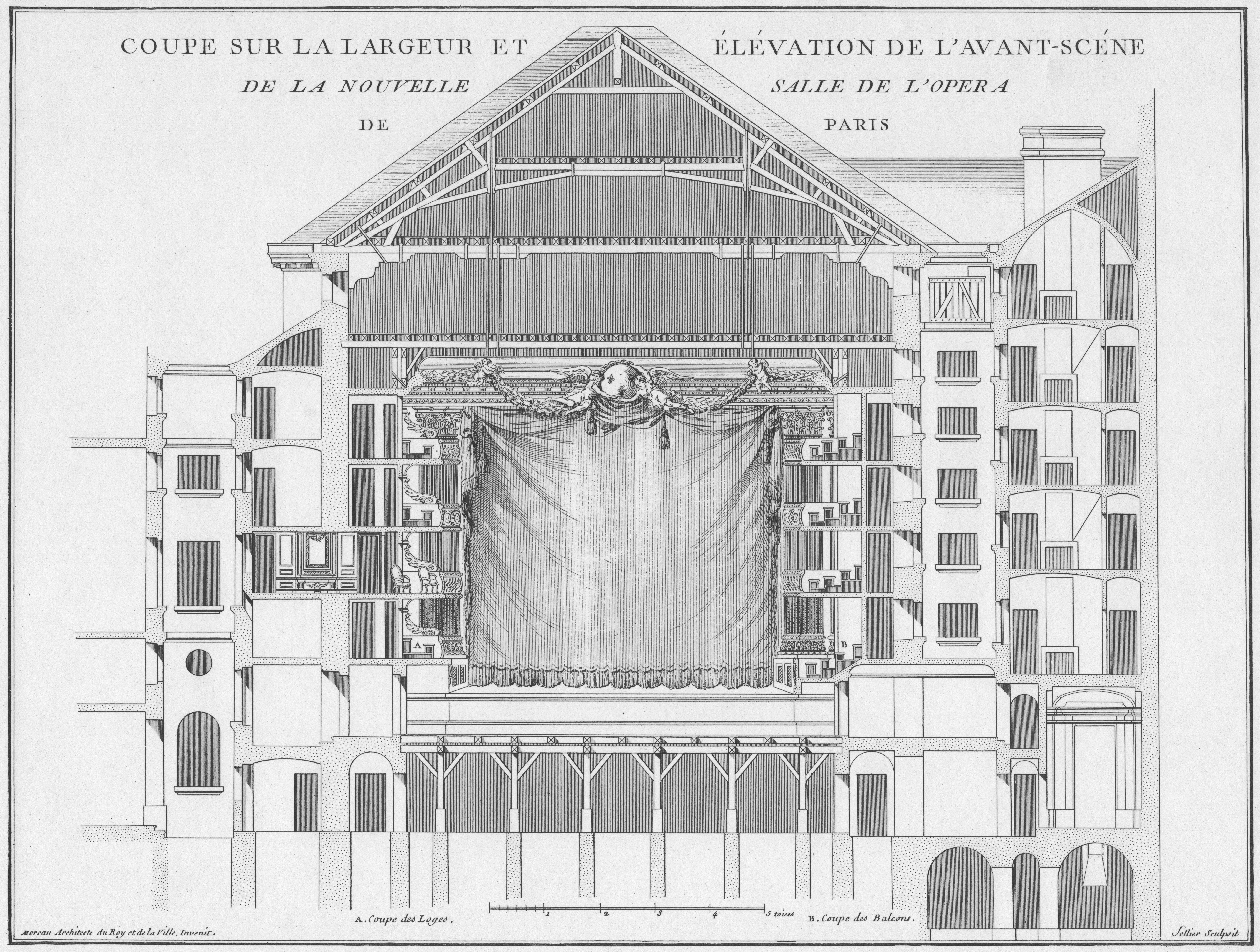
Sección transversal
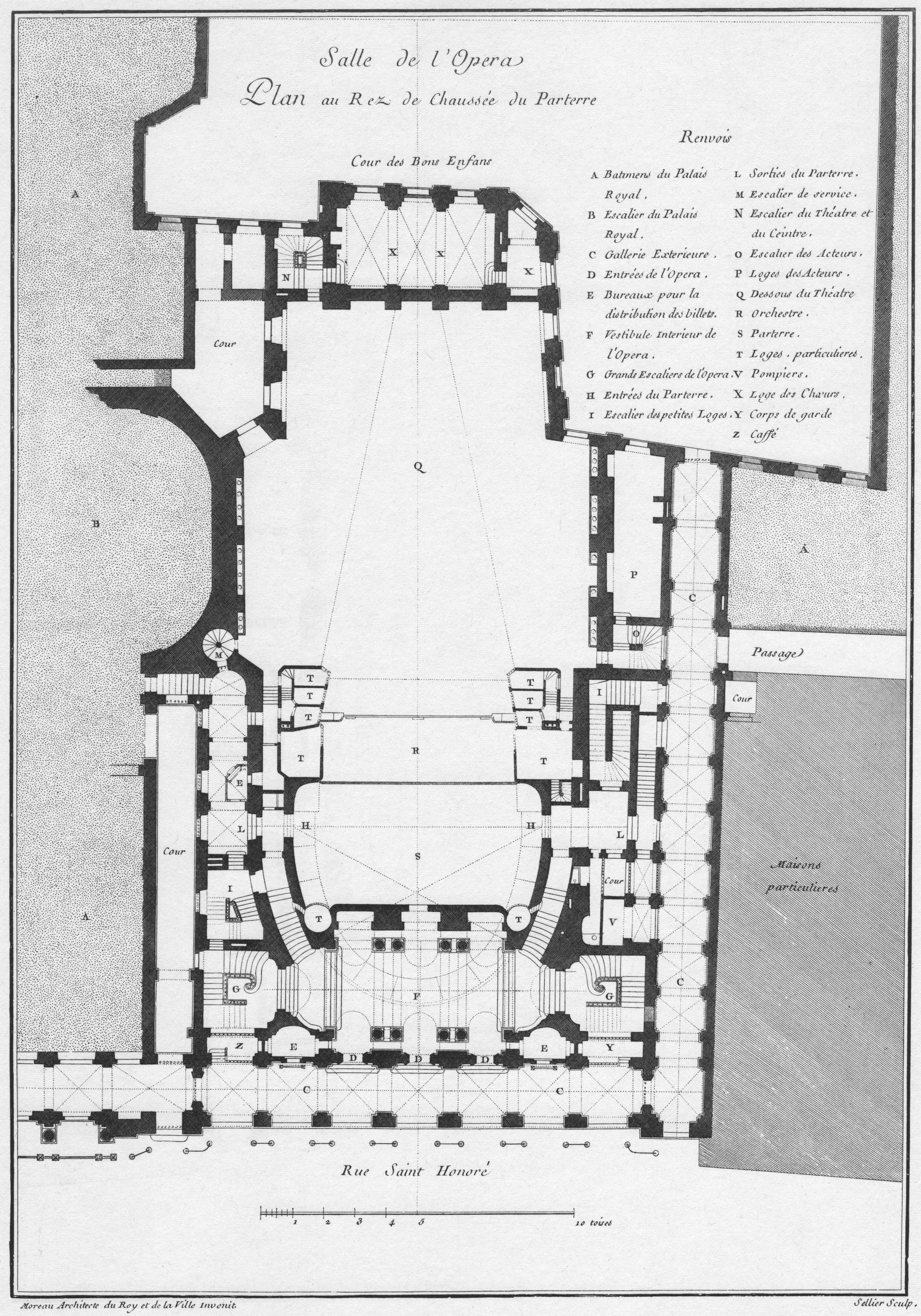
Planta baja
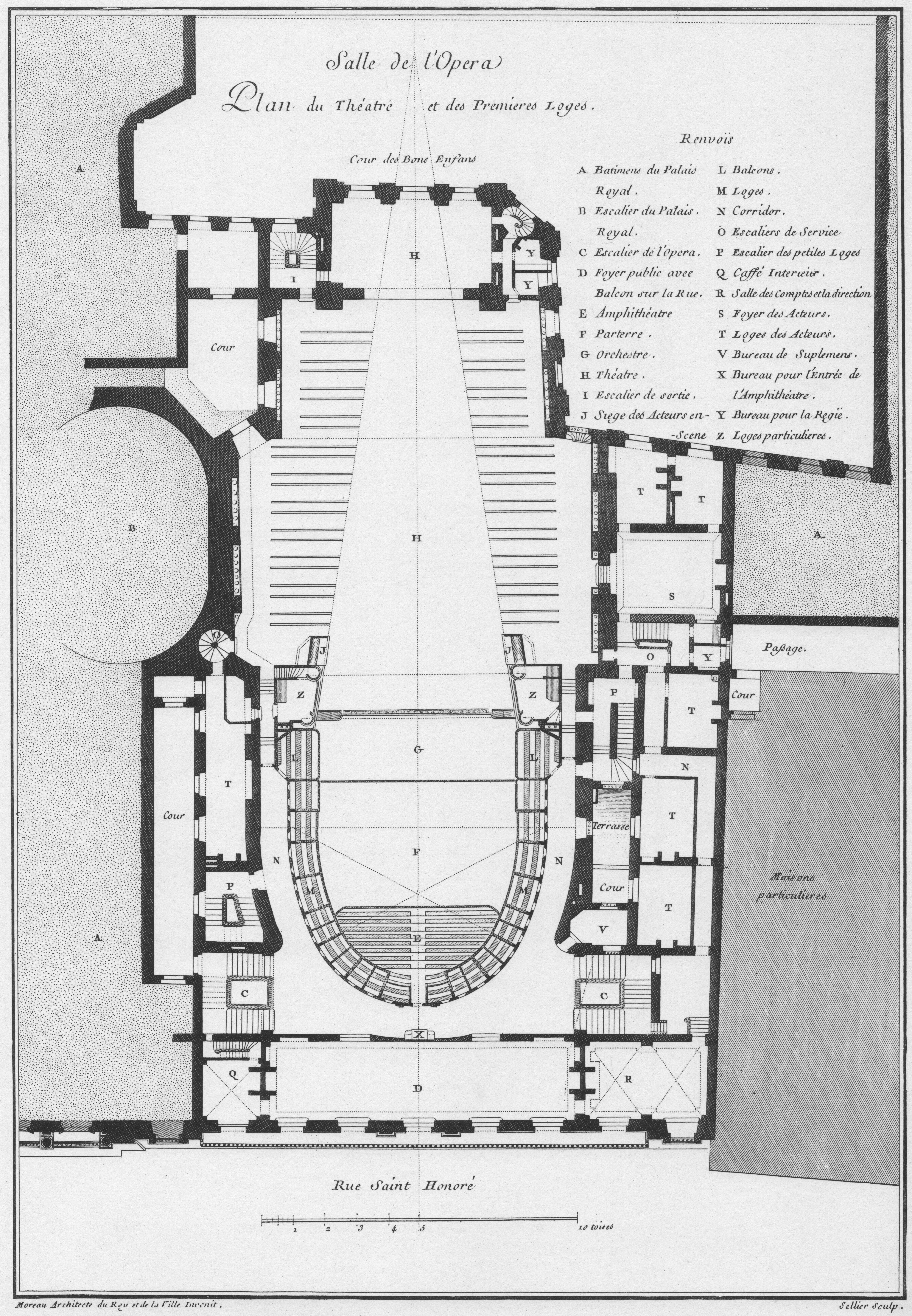
Planta del primer anfiteatro

Destrucción de la segunda sala del Palais-Royal por fuego
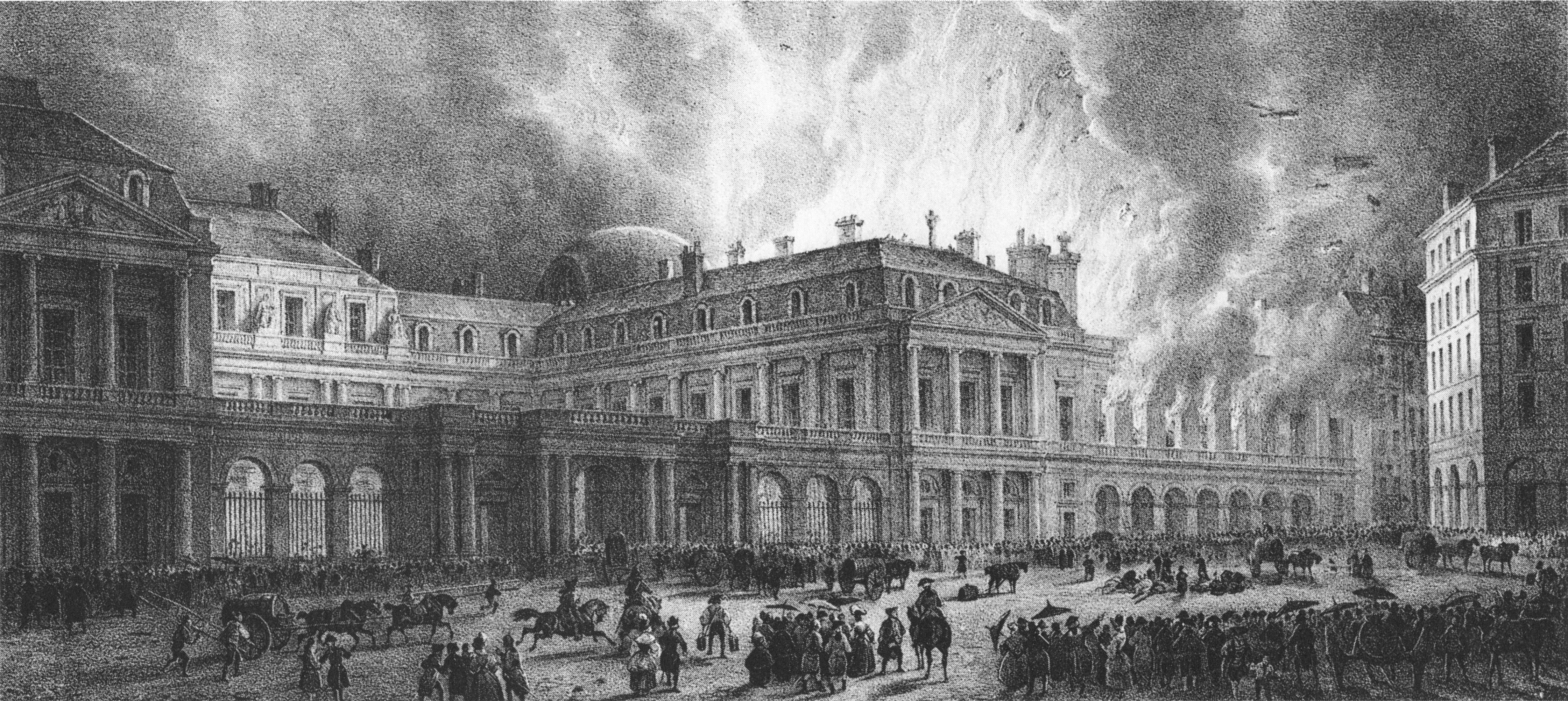
8 de junio de 1781
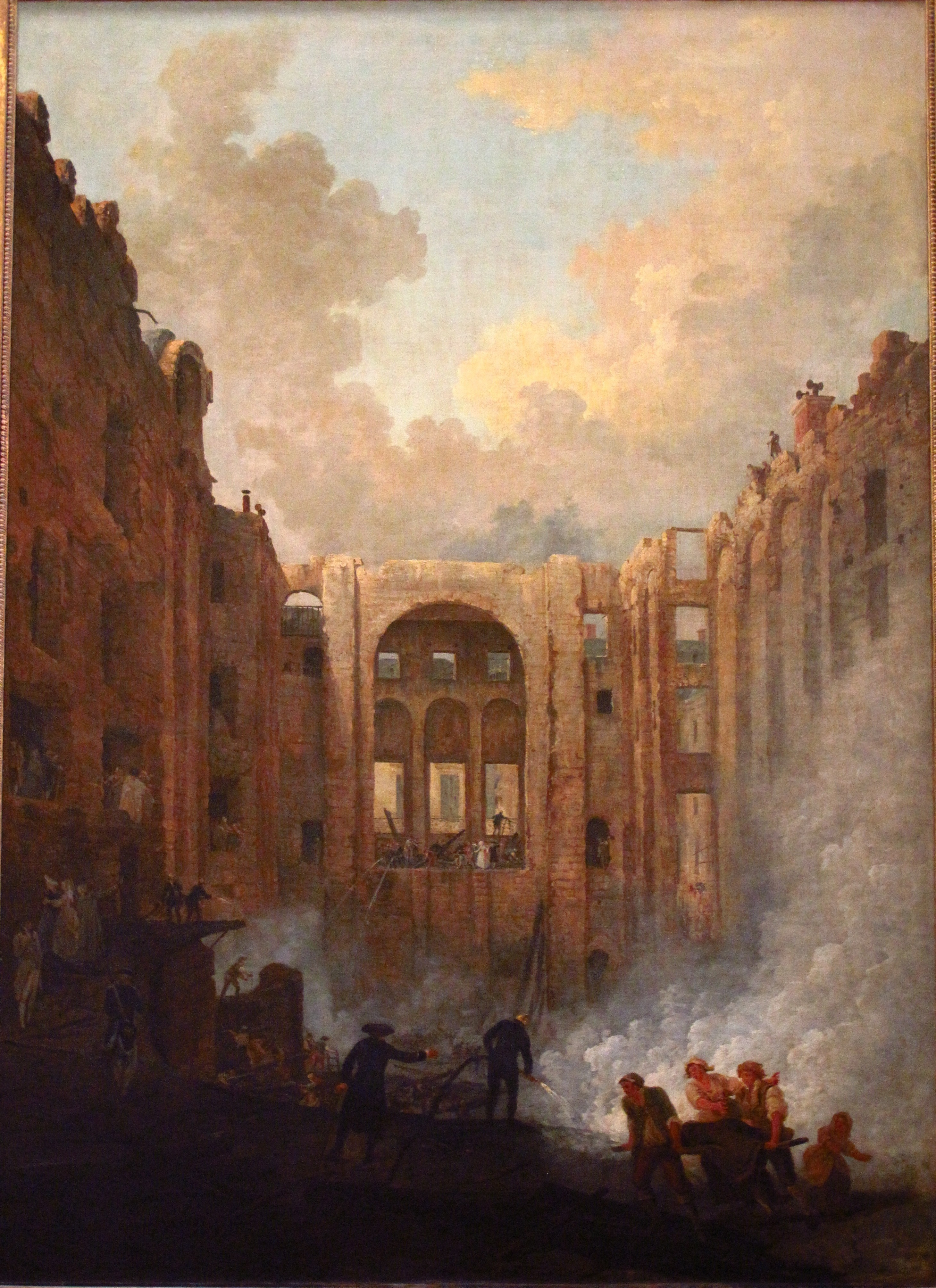
8 de junio de 1781